# リアム・デービス
リアム・デービス（Liam Davis、1996年3月31日 - ）は、イギリスのプロボクサー。シュロップシャー州テルフォード出身。
フランク・ウォーレンのクイーンズベリー・プロモーションと契約している。

## 来歴

### アマチュア時代
2016年と2018年にABAEナショナルチャンピオンシップで銀メダル、2017年にボックスカップで銀メダルを獲得した。

### プロ時代
2018年12月9日、バーミンガムのホリデイ・インにて、ハビチャ・ギゴラシビリとフェザー級4回戦を行い、4回判定勝ちを収めプロデビュー戦を白星で飾った。
2019年2月16日、ウォルソールのタウンホールにて、ステファン・スラブチェフとフェザー級4回戦を行い、4回判定勝ちを収めた。
2019年5月11日、ウォルソールのタウンホールにて、パブロ・ナルバエスとスーパーバンタム級4回戦を行い、2回1分2秒TKO勝ちを収めた。
2019年6月21日、ストーク＝オン＝トレントのキングス・ホールにて、エドワード・ビョルクランドとスーパーフェザー級4回戦を行い、3回と4回にダウンを奪い、4回判定勝ちを収めた。
2019年9月28日、ウォルソールのタウンホールにて、ホセ・アギラールとフェザー級6回戦を行い、4回2分32秒KO勝ちを収めた。
2019年12月7日、ウォルソールのベスコット・スタジアムにて、ステファン・ニコラエとスーパーバンタム級6回戦を行い、6回判定勝ちを収めた。
2020年2月14日、ウォルソールのベスコット・スタジアムにて、ブレット・フィドーとスーパーバンタム級4回戦を行い、4回判定勝ちを収めた。
2020年11月21日、ウェンブリーのウェンブリー・アリーナにてコナー・ベン 対 セバスチャン・フォルメラの前座で、ショーン・ケアンズとBBBofCイングランドバンタム級王座決定戦を行い、6回棄権によるTKO勝ちを収め王座獲得に成功した。
2021年6月5日、テルフォードのテルフォード・インターナショナル・センターにて、ステファン・スラブチェフとスーパーフェザー級6回戦を行い、1回と2回に2度ダウンを奪い、2回1分1秒TKO勝ちを収めた。
2021年8月28日、バーミンガムのバークレイカード・アリーナにて、レイモンド・カミーとフェザー級8回戦を行い、2回2分52秒TKO勝ちを収めた。
2021年10月9日、バーミンガムのバークレイカード・アリーナにて、ディクソン・フローレスとWBCインターナショナルスーパーバンタム級シルバー王座決定戦を行い、10回判定3-0（100-90 × 2、99-91）の判定勝ちを収め王座獲得に成功した。
2022年6月11日、テルフォードのテルフォード・インターナショナル・センターにて、マーク・リーチとBBBofC英国スーパーバンタム級王座決定戦を行い、1回にダウンを奪い、12回判定3-0（116-113、115-113、118-111）の判定勝ちを収め王座獲得に成功した。
2022年11月19日、テルフォードのテルフォード・インターナショナル・センターにて、イヌオット・バルタとWBCインターナショナル・EBU欧州スーパーバンタム級王座決定戦を行い、12回判定3-0（117-111、116-112、118-110）の判定勝ちを収め王座獲得に成功した。
2023年7月29日、テルフォードのテルフォード・インターナショナル・センターにて、ジェイソン・カンニンガムとWBCインターナショナル・WBOインターナショナル・EBU欧州・BBBofC英国スーパーバンタム級王座統一戦を行い、初回2分46秒TKO勝ちを収めた。この試合でWBCインターナショナル王座、EBU王座、BBBofC英国王座の初防衛と共にWBOインターナショナル王座の獲得に成功した。
2023年11月18日、マンチェスターのマンチェスター・アリーナにて、ビンセンソ・ラ・フェミナとEBU欧州スーパーバンタム級タイトルマッチを行い、5回2分50秒TKO勝ちを収めた。この試合でEBU王座の2度目の防衛に成功した。
2024年3月16日、バーミンガムのリゾート・ワールド・アリーナにて、エリック・ロブレス・アヤラとIBO世界スーパーバンタム級王座決定戦を行い、2回1分17秒TKO勝ちを収め王座獲得に成功した。
2024年11月2日、バーミンガムのリゾート・ワールド・アリーナにて、シャバス・マソドとIBO世界スーパーバンタム級タイトルマッチを行い、12回判定1-2（115-113、113-115、112-116）の判定負けを喫しキャリア初の黒星と共にIBO王座から陥落した。

## 戦績
- プロボクシング：18戦 17勝 (8KO) 1敗

| 戦           | 日付           | 勝敗 | 時間    | 内容    | 対戦相手                   | 国籍         | 備考 |
| ------------ | -------------- | ---- | ------- | ------- | -------------------------- | ------------ | --- |
| 1            | 2018年12月9日  | ☆    | 4R      | 判定3-0 | ハビチャ・ギゴラシビリ     | ジョージア   | プロデビュー戦 |
| 2            | 2019年2月16日  | ☆    | 4R      | 判定3-0 | ステファン・スラブチェフ   | ブルガリア   | |
| 3            | 2019年5月11日  | ☆    | 2R 1:02 | TKO     | パブロ・ナルバエス         | ニカラグア   | |
| 4            | 2019年6月21日  | ☆    | 4R      | 判定3-0 | エドワード・ビョルクランド | スウェーデン | |
| 5            | 2019年9月28日  | ☆    | 4R 2:32 | KO      | ホセ・アギラール           | ニカラグア   | |
| 6            | 2019年12月7日  | ☆    | 6R      | 判定3-0 | ステファン・ニコラエ       | ルーマニア   | |
| 7            | 2020年2月14日  | ☆    | 4R      | 判定3-0 | ブレット・フィドー         | イギリス     | |
| 8            | 2020年11月21日 | ☆    | 6R 終了 | TKO     | ショーン・ケアンズ         | イギリス     | BBBofCイングランドバンタム級王座決定戦 |
| 9            | 2021年6月5日   | ☆    | 2R 1:01 | TKO     | ステファン・スラブチェフ   | ブルガリア   | |
| 10           | 2021年8月28日  | ☆    | 2R 2:52 | TKO     | レイモンド・カミー         | ガーナ       | |
| 11           | 2021年10月9日  | ☆    | 10R     | 判定3-0 | ディクソン・フローレス     | ニカラグア   | WBCインターナショナルスーパーバンタム級シルバー王座決定戦 |
| 12           | 2022年6月11日  | ☆    | 12R     | 判定3-0 | マーク・リーチ             | イギリス     | BBBofC英国スーパーバンタム級王座決定戦 |
| 13           | 2022年11月19日 | ☆    | 12R     | 判定3-0 | イヌオット・バルタ         | ルーマニア   | WBCインターナショナル・EBU欧州スーパーバンタム級王座決定戦 |
| 14           | 2023年7月29日  | ☆    | 1R 2:46 | TKO     | ジェイソン・カンニンガム   | イギリス     | WBCインターナショナル・WBOインターナショナル・EBU欧州・BBBofC英国スーパーバンタム級王座統一戦 WBCインターナショナル防衛1・WBOインターナショナル獲得・EBU防衛1・BBBofC英国防衛1 |
| 15           | 2023年11月18日 | ☆    | 5R 2:50 | TKO     | ビンセンソ・ラ・フェミナ   | イタリア     | EBU防衛2 |
| 16           | 2024年3月16日  | ☆    | 2R 1:17 | TKO     | エリック・ロブレス・アヤラ | メキシコ     | IBO世界スーパーバンタム級王座決定戦 |
| 17           | 2024年11月2日  | ★    | 12R     | 判定1-2 | シャバス・マソド           | イギリス     | IBO陥落 |
| 18           | 2025年5月10日  | ☆    | 12R     | 判定3-0 | カット・ウォーカー         | アイルランド | IBFインターナショナルフェザー級王座決定戦 |
| テンプレート |                |      |         |         |                            |              | |

## 獲得タイトル
- BBBofCイングランドバンタム級王座
- WBCインターナショナルスーパーバンタム級シルバー王座
- BBBofC英国スーパーバンタム級王座
- WBCインターナショナルスーパーバンタム級王座
- EBU欧州スーパーバンタム級王座
- WBOインターナショナルスーパーバンタム級王座
- IBO世界スーパーバンタム級王座
- IBFインターナショナルフェザー級王座